# Federico Michele di Zweibrücken-Birkenfeld
Federico Michele di Wittelsbach, conte palatino di Zweibrücken-Birkenfeld (Rappoltsweiler, 27 febbraio 1724 – Schwetzingen, 15 agosto 1767), è stato un nobile e generale tedesco.
Membro del casato di Wittelsbach, fu il padre di Massimiliano Giuseppe che divenne Re di Baviera e fu quindi capostipite della casata reale di Baviera.
Era considerato uno degli uomini più belli e illuminati del suo tempo e fu uno degli amanti della sua cognata, la principessa Elisabetta Augusta del Palatinato-Sulzbach.

## Biografia

### Infanzia

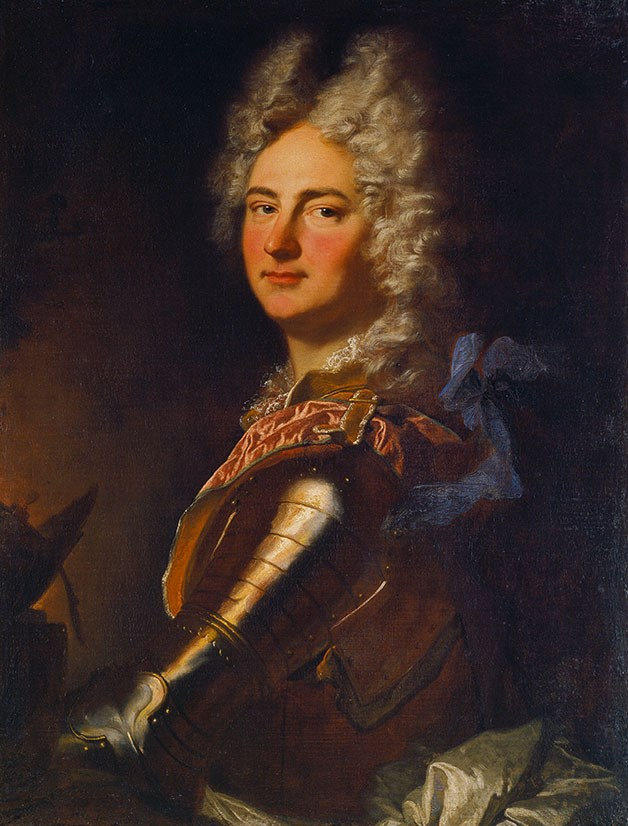
Cristiano III del Palatinato-Zweibrücken ritratto da Hyacinthe Rigaud, 1706.

Era figlio di Cristiano III del Palatinato-Zweibrücken e di Carolina di Nassau-Saarbrücken e sposò Maria Francesca del Palatinato-Sulzbach (1724-1794).

### Matrimonio

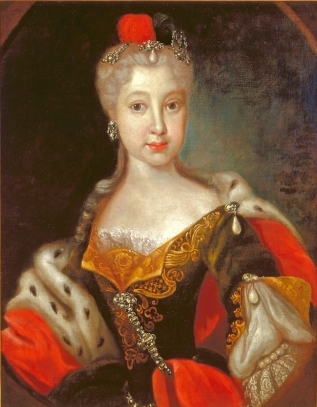
Ritratto di Maria Francesca di Sulzbach, contessa palatina di Zweibrücken di Marcantonio Onofrio Grandemiseldés, 1743

Il 6 febbraio 1746, Federico Michele sposò Maria Francesca di Sulzbach. Dopo aver avuto cinque figli, il rapporto con la moglie cominciò a naufragare dal 1760.
Sedotta dal cattivo esempio della corte, la Contessa cominciò una relazione con un attore di Mannheim. Quando rimase incinta, Maria Francesca fu bandita dalla corte. A Strasburgo partorì un maschio, e fu poi confinata ad una semi-detenzione in vari monasteri, prima dalle Orsoline a Metz e poi dagli Agostiniani di Bonnevoie nel ducato di Lussemburgo. Dopo la morte di suo marito nel 1767, le fu permesso di tornare al castello di Sulzbach.

### Carriera militare

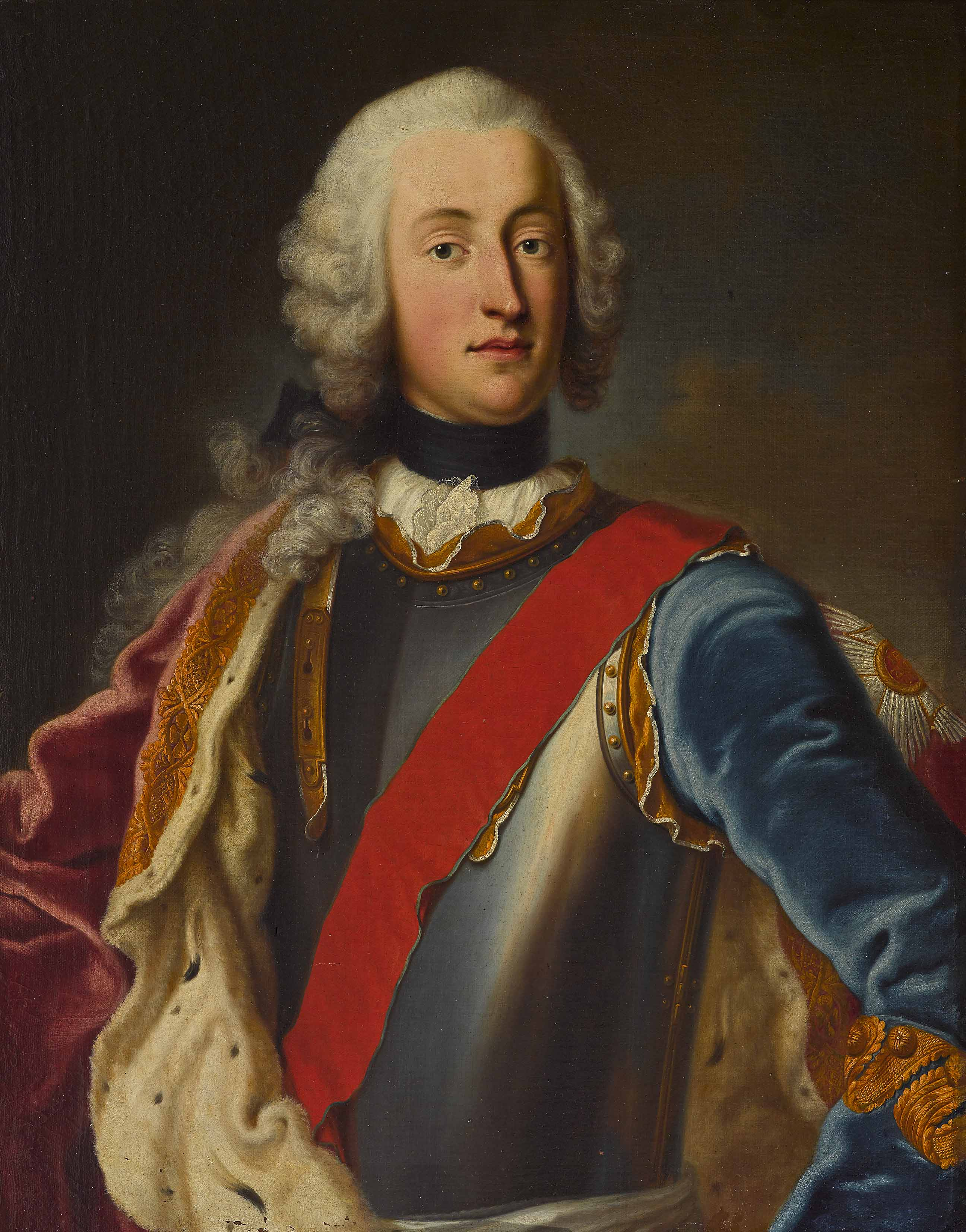
Il conte palatino Federico Michele di Zweibrücken-Birkenfeld ritratto da Georges Desmarées

Iniziò la propria carriera nell'esercito a 18 anni al servizio della Francia sino a raggiungere il grado di tenente generale. Combatté con il maresciallo Charles Louis Auguste Fouquet de Belle-Isle nel 1742 all'assedio di Praga. Il 27 novembre 1746 si convertì al cattolicesimo da protestante quale era. Nel 1751 si portò in visita a papa Benedetto XIV a Roma, dal quale ricevette la santa cresima. Fu lui a consigliargli di aggiungere al proprio nome di battesimo anche quello di Michele in ricordo dell'arcangelo Michele.
Divenne poi generale feldmaresciallo e governatore di Mannheim. Nel 1758 si distinse come feldmaresciallo imperiale nel corso della guerra dei Sette anni e ricevette per la sua condotta la gran croce dell'Ordine militare di Maria Teresa. Nell'autunno del 1758 invase la Sassonia, prendendo la fortezza di Sonnenstein ed assediando Lipsia. L'anno seguente, Lipsia, Torgau, Wittenberg e Dresda vennero conquistate. Rese sicura la posizione del feldmaresciallo von Daun nella battaglia di Maxen e combatté nella battaglia di Strehlen. Nel 1761 diede le proprie dimissioni dall'esercito, cedendo il comando al feldmaresciallo Giovanni Serbelloni. Dopo la firma della pace di Hubertusburg, Federico Michele ricevette il comando generale della Boemia e divenne successivamente presidente della conferenza militare segreta imperiale.

### Ultimi anni e morte

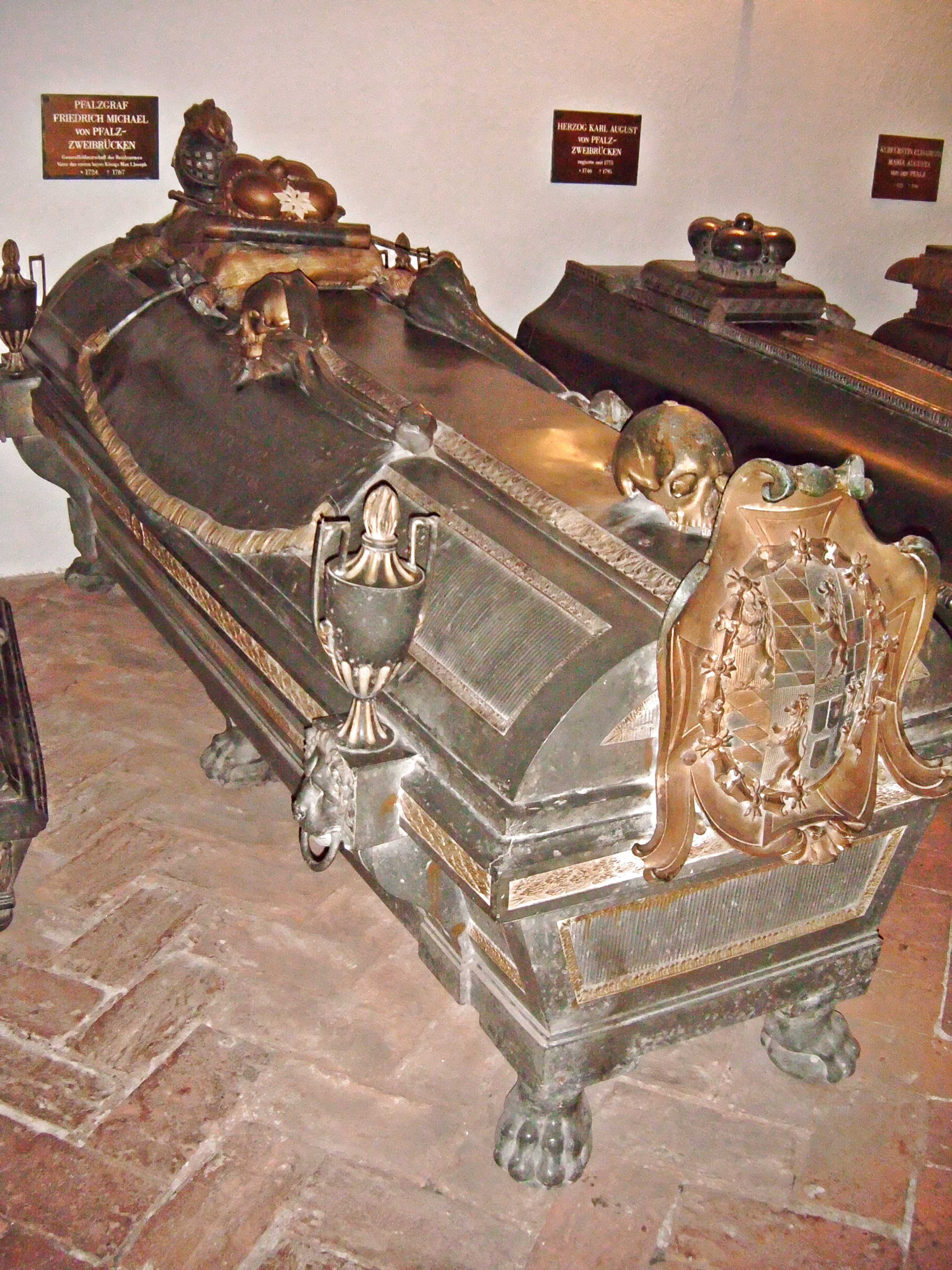
Tomba di Federico Michele di Birkenfeld

Massone, fu membro della loggia Carl zur Eintracht di Mannheim.
Morì nel 1767 a Schwetzingen.

## Discendenza
Il conte Federico Michele e Maria Francesca del Palatinato-Sulzbach ebbero cinque figli:
- Carlo II Augusto, conte palatino e duca del Palatinato-Zweibruecken (1746-1795);
- Clemente Augusto Giuseppe Federico (1749-1750);
- Maria Amalia Augusta (1752-1828); sposò il re Federico Augusto I di Sassonia;
- Maria Anna (1753-1824); sposò il duca Guglielmo in Baviera (1752-1837);
- Massimiliano I, conte palatino e duca del Palatinato-Zweibruecken, principe elettore e poi re di Baviera (1756-1825).

Ebbe anche altri figli illegittimi da una sua amante, Luisa Cheveau:
- Carlo Federico Stefano (1767-1834), barone di Schoenfeld (dal 1813), conte di Ottinga e Fuenfstetten (dal 1817). Sua figlia Luisa sposò Augusto di Senarclens de Grancy.

## Ascendenza
|                                                    |                                      |                                               | Genitori                                             |  |  | Nonni |  |  | Bisnonni                                          |  |  | Trisnonni                                     |  |
|                                                    |                                      |                                               |                                                      |  |  |       |  |  | Cristiano I del Palatinato-Birkenfeld-Bischweiler |  |  | Carlo I del Palatinato-Zweibrücken-Birkenfeld |  |
|                                                    |                                      |                                               |                                                      |  |  |       |  |  | Cristiano I del Palatinato-Birkenfeld-Bischweiler |  |  | Carlo I del Palatinato-Zweibrücken-Birkenfeld |  |
|                                                    |                                      | Dorotea di Brunswick-Luneburg                 |                                                      |  |  |       |  |  | Cristiano I del Palatinato-Birkenfeld-Bischweiler |  |  |                                               |  |
| Cristiano II del Palatinato-Zweibrücken-Birkenfeld |                                      |                                               |                                                      |  |  |       |  |  | Cristiano I del Palatinato-Birkenfeld-Bischweiler |  |  |                                               |  |
|                                                    |                                      | Maddalena Caterina del Palatinato-Zweibrücken | Giovanni II del Palatinato-Zweibrücken               |  |  |       |  |  |                                                   |  |  |                                               |  |
|                                                    |                                      | Maddalena Caterina del Palatinato-Zweibrücken | Giovanni II del Palatinato-Zweibrücken               |  |  |       |  |  |                                                   |  |  |                                               |  |
|                                                    |                                      | Maddalena Caterina del Palatinato-Zweibrücken | Caterina di Rohan                                    |  |  |       |  |  |                                                   |  |  |                                               |  |
| Cristiano III del Palatinato-Zweibrücken           |                                      | Maddalena Caterina del Palatinato-Zweibrücken |                                                      |  |  |       |  |  |                                                   |  |  |                                               |  |
|                                                    |                                      | Giovanni Giacomo di Rappoltstein              | Giorgio Federico di Rappoltstein-Hohenack-Geroldseck |  |  |       |  |  |                                                   |  |  |                                               |  |
|                                                    |                                      | Giovanni Giacomo di Rappoltstein              | Giorgio Federico di Rappoltstein-Hohenack-Geroldseck |  |  |       |  |  |                                                   |  |  |                                               |  |
|                                                    |                                      | Giovanni Giacomo di Rappoltstein              | Anna di Salm-Kyrburg                                 |  |  |       |  |  |                                                   |  |  |                                               |  |
| Caterina Agata di Rappoltstein                     |                                      | Giovanni Giacomo di Rappoltstein              |                                                      |  |  |       |  |  |                                                   |  |  |                                               |  |
|                                                    |                                      | Anna Claudia di Salm-Kyrburg                  | Giovanni Casimiro di Salm-Kyrburg                    |  |  |       |  |  |                                                   |  |  |                                               |  |
|                                                    |                                      | Anna Claudia di Salm-Kyrburg                  | Giovanni Casimiro di Salm-Kyrburg                    |  |  |       |  |  |                                                   |  |  |                                               |  |
|                                                    |                                      | Anna Claudia di Salm-Kyrburg                  | Dorotea di Solms-Laubach                             |  |  |       |  |  |                                                   |  |  |                                               |  |
| Guglielmo del Palatinato-Zweibrücken               |                                      | Anna Claudia di Salm-Kyrburg                  |                                                      |  |  |       |  |  |                                                   |  |  |                                               |  |
|                                                    | Gustavo Adolfo di Nassau-Saarbrücken | Guglielmo Luigi di Nassau-Saarbrücken         |                                                      |  |  |       |  |  |                                                   |  |  |                                               |  |
|                                                    | Gustavo Adolfo di Nassau-Saarbrücken | Guglielmo Luigi di Nassau-Saarbrücken         |                                                      |  |  |       |  |  |                                                   |  |  |                                               |  |
|                                                    | Gustavo Adolfo di Nassau-Saarbrücken | Anna Amalia di Baden-Durlach                  |                                                      |  |  |       |  |  |                                                   |  |  |                                               |  |
| Luigi Crato di Nassau-Saarbrücken                  | Gustavo Adolfo di Nassau-Saarbrücken |                                               |                                                      |  |  |       |  |  |                                                   |  |  |                                               |  |
|                                                    |                                      | Eleonora Clara di Hohenlohe-Neuenstein        | Kraft III di Hohenlohe-Neuenstein                    |  |  |       |  |  |                                                   |  |  |                                               |  |
|                                                    |                                      | Eleonora Clara di Hohenlohe-Neuenstein        | Kraft III di Hohenlohe-Neuenstein                    |  |  |       |  |  |                                                   |  |  |                                               |  |
|                                                    |                                      | Eleonora Clara di Hohenlohe-Neuenstein        | Sofia del Palatinato-Zweibrücken-Birkenfeld          |  |  |       |  |  |                                                   |  |  |                                               |  |
| Carolina di Nassau-Saarbrücken                     |                                      | Eleonora Clara di Hohenlohe-Neuenstein        |                                                      |  |  |       |  |  |                                                   |  |  |                                               |  |
|                                                    |                                      | Enrico Federico di Hohenlohe-Langenburg       | Filippo Ernesto di Hohenlohe-Langenburg              |  |  |       |  |  |                                                   |  |  |                                               |  |
|                                                    |                                      | Enrico Federico di Hohenlohe-Langenburg       | Filippo Ernesto di Hohenlohe-Langenburg              |  |  |       |  |  |                                                   |  |  |                                               |  |
|                                                    |                                      | Enrico Federico di Hohenlohe-Langenburg       | Anna Maria di Solms-Sonnenwalde                      |  |  |       |  |  |                                                   |  |  |                                               |  |
| Filippina Enrichetta di Hohenlohe-Langenburg       |                                      | Enrico Federico di Hohenlohe-Langenburg       |                                                      |  |  |       |  |  |                                                   |  |  |                                               |  |
|                                                    |                                      | Giuliana Dorotea di Castell-Remlingen         | Wolfgang Giorgio I di Castell-Remlingen              |  |  |       |  |  |                                                   |  |  |                                               |  |
|                                                    |                                      | Giuliana Dorotea di Castell-Remlingen         | Wolfgang Giorgio I di Castell-Remlingen              |  |  |       |  |  |                                                   |  |  |                                               |  |
|                                                    |                                      | Giuliana Dorotea di Castell-Remlingen         | Sofia Giuliana di Hohenlohe-Waldenburg               |  |  |       |  |  |                                                   |  |  |                                               |  |
|                                                    |                                      | Giuliana Dorotea di Castell-Remlingen         |                                                      |  |  |       |  |  |                                                   |  |  |                                               |  |